# Минаков, Олег Игоревич
Олег Игоревич Минаков (род. 18 февраля 1983, Электросталь, Московская область) — российский хоккеист, нападающий.

## Биография
Воспитанник «Кристалла» Электросталь. Выступал за команды «Кристалл»/«Элемаш» (1999/2000 — 2001/02, 2006/07, 2008/09, 2012/13), «Кристалл-2» / «Элемаш-2» (1999/2000 — 2001/02), «Амур» Хабаровск (2002/03 — 2004/05, 2007/08), «Торпедо» Нижний Новгород (2005/06), «Химик» Воскресенск, «Белгород» (2008/09 — 2010/11), «Дизель» Пенза (2010/11 — 2011/12), «Молот-Прикамье» Пермь (2012), «Лада» Тольятти (2012).
На драфте НХЛ 2001 года был выбран в 7-м раунде под общим 216-м номером клубом «Чикаго Блэкхокс».
Окончил МГАФК, тренер в школе «Кристалла».